# Ethan Suplee
Ethan Suplee (Manhattan, New York, 1976. május 25. –) amerikai színész. 
Ismertebb filmjei közé tartozik az Amerikai história X (1998), az Emlékezz a Titánokra! (2000), a John Q – Végszükség (2002), továbbá Kevin Smith filmjei: Shop-show (1995), Comic strip – Képtelen képregény (1997), Dogma (1999), 
Fontosabb televíziós szereplése volt A kis gézengúz (1994–1998) című szituációs komédiában. A nevem Earl című vígjátéksorozatban 2005 és 2009 között Randy Hickey szerepében tűnt fel.

## Élete
New York Manhattan városrészében született, Debbie és Bill Suplee színészek gyermekeként. Szülei a Broadway színház egyik nyári időszaka alatt ismerkedtek meg, ahol mindketten szerepeltek.[forrás?]

## Filmográfia

### Film
| Év   | Magyar cím                       | Eredeti cím                                 | Szerep                                   | Magyar hang       |
| ---- | -------------------------------- | ------------------------------------------- | ---------------------------------------- | ----------------- |
| 1995 | Shop-show                        | Mallrats                                    | Willam Black                             | Salinger Gábor    |
| 1996 |                                  | One Down                                    | elítélt a börtönben                      |                   |
| 1997 | Comic strip – Képtelen képregény | Chasing Amy                                 | képregényrajongó                         | Janovics Sándor   |
| 1997 |                                  | A Better Place                              | nagydarab tanuló                         |                   |
| 1997 |                                  | 35 Miles from Normal                        | Mike                                     |                   |
| 1997 |                                  | 11th Hour                                   | Mike                                     |                   |
| 1998 | Amerikai história X              | American History X                          | Seth Ryan                                | Jászai László     |
| 1998 | A világ legnagyobb tölcsére      | Desert Blue                                 | Cale                                     |                   |
| 1998 |                                  | Bad Trip                                    | Josh                                     |                   |
| 1999 | Dogma                            | Dogma                                       | Noman a Golgotai (hangja)                |                   |
| 1999 | Téboly City – Út az őrületbe     | Tyrone                                      | Joshua Schatzberg                        |                   |
| 2000 | A rendszer ellensége             | Takedown                                    | Dan Bradley                              | Pálfai Péter      |
| 2000 | Cool túra                        | Road Trip                                   | Ed Bradford                              |                   |
| 2000 |                                  | Vulgar                                      | Frankie Fanelli                          |                   |
| 2000 | Emlékezz a Titánokra!            | Remember the Titans                         | Louie Lastik                             | Minárovits Péter  |
| 2001 | Don kocsmája                     | Don's Plum                                  | Nagyseggű                                | Kapácsy Miklós    |
| 2001 | Betépve                          | Blow                                        | Tuna                                     | Besenczi Árpád    |
| 2001 | Evolúció                         | Evolution                                   | Deke Donald                              | F. Nagy Zoltán    |
| 2002 | John Q – Végszükség              | John Q                                      | Max Conlin                               | Jászai László     |
| 2002 | Virtuális vagyonszerzők          | The First $20 Million Is Always the Hardest | Tiny                                     | Jászai László     |
| 2003 | Hideghegy                        | Cold Mountain                               | Pangle                                   | Janovics Sándor   |
| 2004 | Pillangó-hatás                   | The Butterfly Effect                        | Thumper                                  | Pipó László       |
| 2004 | Sodró lendület                   | Without a Paddle                            | Elwood                                   | Vári Attila       |
| 2005 |                                  | Neo Ned                                     | Johnny-Orderly                           |                   |
| 2006 | Ízlésficam                       | Art School Confidential                     | Vince                                    | Zámbori Soma      |
| 2006 | Shop-stop 2.                     | Clerks II                                   | tini                                     |                   |
| 2006 | A forrás                         | The Fountain                                | Manny                                    | Schneider Zoltán  |
| 2007 | Anyámon a tanárom                | Mr. Woodcock                                | Nedderman                                | Scherer Péter     |
| 2009 | Fanboys – Rajongók háborúja      | Fanboys                                     | Harry Knowles                            | Seder Gábor       |
| 2009 | Testvérek                        | Brothers                                    | Sweeney                                  | Élő Balázs        |
| 2010 |                                  | The Dry Land                                | Jack                                     |                   |
| 2010 | Száguldó bomba                   | Unstoppable                                 | Dewey                                    | Elek Ferenc       |
| 2012 |                                  | Paper Cuts                                  | Steven                                   |                   |
| 2013 | Szökés                           | Breakout                                    | Kenny Baxter                             |                   |
| 2013 | A Wall Street farkasa            | The Wolf of Wall Street                     | Toby Welch                               | Bolla Róbert      |
| 2014 | Másnaposok szerencséje           | Walk of Shame                               | Dave rendőr                              | Varga Gábor       |
| 2015 | Igaz történet                    | True Story                                  | Pat Frato                                | Zöld Csaba        |
| 2015 | Újrabolva                        | Tooken                                      | Paul Miller                              |                   |
| 2016 | Bizalom                          | The Trust                                   | orosz rulettező nyomozó                  |                   |
| 2016 | Mélytengeri pokol                | Deepwater Horizon                           | Jason Anderson                           | Koncz István      |
| 2019 | Árva Brooklyn                    | Motherless Brooklyn                         | Gilbert Coney                            | Elek Ferenc       |
| 2020 | Vadászat                         | The Hunt                                    | Gary                                     | Jászberényi Gábor |
| 2022 | Katonadolog                      | Dog                                         | Noah                                     | Debreczeny Csaba  |
| 2022 |                                  | Clerks III                                  | Willam Black (Scott Mosierrel megosztva) |                   |
| 2022 | Babylon                          | Babylon                                     | Wilson                                   | Törköly Levente   |

Rövidfilmek
- 2007: Cutlass – Bruce
- 2008: Struck – Cupid
- 2011: I'm Having a Difficult Time Killing My Parents – Andrew
- 2011: Grow Up Already – Bunky
- 2012: Ten Feet Apart – Homer
- 2012: Delivery – Jake

### Televízió
| Év        | Magyar cím            | Eredeti cím                    | Szerep                            | Megjegyzések                                              |
| --------- | --------------------- | ------------------------------ | --------------------------------- | --------------------------------------------------------- |
| 1994      | Mesék a kriptából     | Tales from the Crypt           | Jaimie                            | 1 epizód                                                  |
| 1994–1998 | A kis gézengúz        | Boy Meets World                | Frankie Stechino                  | 19 epizód                                                 |
| 1995      | Ikercsajok            | Sister, Sister                 | Lionel                            | 1 epizód                                                  |
| 1996      | Ne nézz vissza!       | Don't Look Back                | Gary                              | tévéfilm                                                  |
| 2004      | Harmadik műszak       | Third Watch                    | Aaron Gordon                      | 1 epizód                                                  |
| 2005–2009 | A nevem Earl          | My Name Is Earl                | Randy Hickey                      | - főszereplő (96 epizód) - magyar hangja: - Seder Gábor   |
| 2005–2010 | Törtetők              | Entourage                      | önmaga                            | 2 epizód                                                  |
| 2006      | Mikulás szabadságon   | The Year Without a Santa Claus | Csengő                            | - tévéfilm - magyar hangja: - Elek Ferenc                 |
| 2010      | Furcsa páros          | The Good Guys                  | Andy Davis                        | 1 epizód                                                  |
| 2011      |                       | No Ordinary Family             | Tom Seeley                        | 1 epizód                                                  |
| 2011      |                       | Wilfred                        | Spencer                           | 2 epizód                                                  |
| 2011–2013 | Nevelésből elégséges  | Raising Hope                   | Andrew                            | 5 epizód                                                  |
| 2012      | Négy férfi, egy eset  | Men at Work                    | Dan                               | 1 epizód                                                  |
| 2012      | A zombik lázadása     | Rise of the Zombies            | Marshall                          | tévéfilm                                                  |
| 2014      |                       | Jennifer Falls                 | Wayne Doyle                       | főszereplő (10 epizód)                                    |
| 2016–2017 | Dr. Chance            | Dr. Chance                     | Darius "D" Pringle                | - főszereplő (20 epizód) - magyar hangja: - Jászai László |
| 2016–2020 | A farm                | The Ranch                      | Billy "Beer Pong" Tompkins rendőr | 13 epizód                                                 |
| 2017      | Twin Peaks            | Twin Peaks                     | Bill Shaker                       | 1 epizód                                                  |
| 2018–2020 | Vampirina             | Vampirina                      | Nagylábú Bob bácsi (hangja)       | 3 epizód                                                  |
| 2019      | Dél-kaliforniai diéta | Santa Clarita Diet             | Tommy                             | 6 epizód                                                  |
| 2020      | Cseles csajok         | Good Girls                     | Gil                               | 3 epizód                                                  |

## Fordítás
- Ez a szócikk részben vagy egészben  az   Ethan Suplee című angol Wikipédia-szócikk fordításán alapul.  Az eredeti cikk szerkesztőit annak laptörténete sorolja fel. Ez a jelzés csupán a megfogalmazás eredetét és a szerzői jogokat jelzi, nem szolgál a cikkben szereplő információk forrásmegjelöléseként.